# 朝比奈元智
朝比奈 元智（あさひな もととも）は、戦国時代の武将。今川氏の家臣。三河国田原城代。

## 略歴
朝比奈時茂の三男とされる。今川義元に仕え、義元から篤い信頼を寄せられ、偏諱を受けて元智と名乗る。
天文16年（1547年）、今川軍が駿河国へ護送中の松平竹千代（後の徳川家康）を尾張国の織田信秀に売り渡した戸田康光を討伐するため、三河渥美郡の田原城を攻め落とすと、元智は田原城代に任じられた。永禄3年（1560年）の桶狭間の戦いにも参陣した。
その後の消息はわかっておらず、桶狭間の戦いで戦死したとも、駿河国を離れ甲斐国へ逃れたともいわれるが詳細は不明。